# سلة العملات

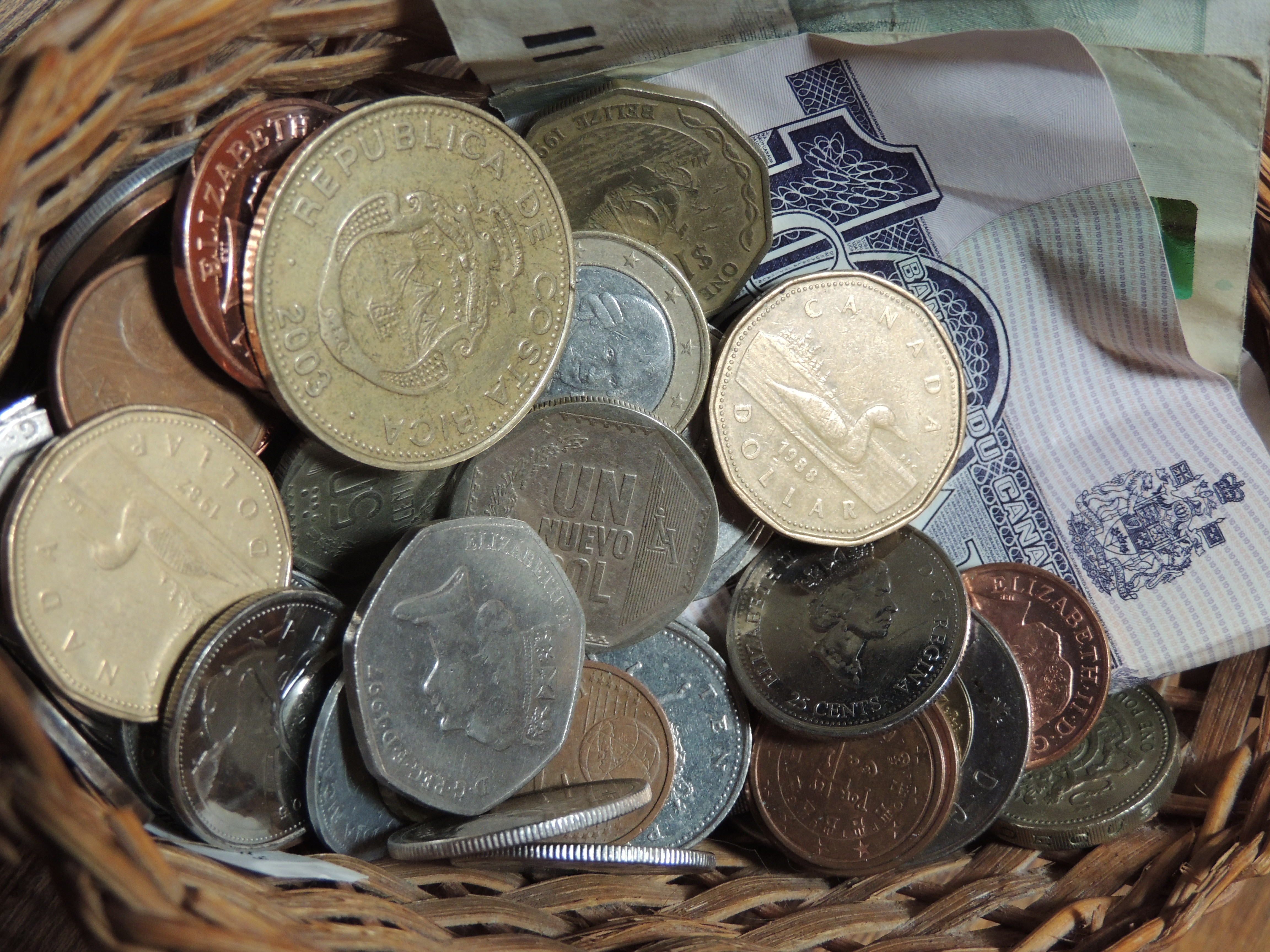

سلة العملات (بالإنجليزية: Currency Basket)‏ ترجيحات متنوعة لعملات أخرى مجتمعة معاً فيما يتعلق بسلة عملات (مثل وحدة نقدية أوروبية أو حقوق السحب الخاصة). تستخدم أحياناً من قبل عملات لتثبيت سعرها عادة في سلة ترجيحات تجارية. مجموعة مختارة من العملات ذات متوسط ترجيحات مستخدم كمقياس لقيمة أو كمية التزام ما. سلة العملات تستخدم عادة في التعاقدات كوسيلة لتجنب (أو تقليل) خطر تذبذب العملة.